# 清水優心
清水 優心（しみず ゆうし、1996年5月22日 - ）は、山口県大島郡東和町（現：周防大島町）出身のプロ野球選手（捕手）。右投右打。北海道日本ハムファイターズ所属。

## 経歴

### プロ入り前
城山小学校2年生の時に「東和スポーツ少年団」でソフトボールを始め、当時から捕手だった。東和中学校時代は「岩国ボーイズ」でプレーした。
九州国際大学付属高校では1年生時の春からレギュラーで、2年生時の秋に主将になった。3年生時の夏の甲子園では4番・捕手で先発出場、4打数2安打1打点だったが、チームは1回戦で東海大四高校（現・東海大札幌高校）に1-6で敗退した。高校通算では35本塁打を記録した。同学年のチームメイトに古澤勝吾、アドゥワ大がいる。
2014年10月23日に行われたプロ野球ドラフト会議で北海道日本ハムファイターズから2位指名を受け、契約金6000万円、年俸600万円（金額は推定）で合意し入団した。背番号は10。チームメイトだった古澤も同年のドラフトでソフトバンクに3位指名され、入団した。

### 日本ハム時代
2015年は、4月28日に同チームの石川直也、淺間大基とともに「侍ジャパン大学日本代表 対 NPB選抜」のNPB選抜に選出されたことが発表された。6月29日に行われたこの試合では、「9番・捕手」で先発出場したが、3打席連続三振を喫した。10月1日に出場選手登録され、同日の対ロッテ戦において「8番・捕手」でプロ初先発・初出場し、初打席は三ゴロだった。二軍では、チームの捕手の中では最多となる77試合に出場した。
2016年は、7月14日に行われたフレッシュオールスターゲームでイースタン・リーグの選抜メンバーに選ばれ、9番・捕手で先発出場し、3打数2安打1打点だった。9月30日の対ロッテ戦ではプロ初安打を打ち、2打席連続安打も記録した。クライマックスシリーズと日本シリーズではメンバー入りし、日本シリーズ初出場を果たした。オフの11月16日、30万円アップの推定年俸640万円で契約更改した。
2019年は、1月23日に腰椎椎間板ヘルニアおよび嚢腫の手術（PED法）を受けた。
2021年は、10月13日の埼玉西武ライオンズ戦で十亀剣から自身2本目となる満塁本塁打を放った。
2022年は、8月11日の西武戦で松本航からサヨナラヒットを放った。
2023年は、開幕一軍入りするも、32試合の出場にとどまる。
2024年は、5月まででイースタン・リーグ37試合に出場し、打率.321、2本塁打、13打点と打撃好調で、打率のほか、出塁率（.424）、長打率（.464）、OPS（.889）のいずれもリーグトップを記録し、31日に今季初めて一軍に昇格した。清水の昇格によって、一軍の捕手登録選手が異例の5人（清水のほか、田宮裕涼、伏見寅威、一塁中心のアリエル・マルティネス、三塁中心の郡司裕也）となった。

## 選手としての特徴
高校生時で本塁から二塁までの送球タイムは最速で1.78秒。遠投115メートル。パンチ力のある打撃も魅力。二軍では一塁手、三塁手としての出場経験もある。
後輩思いな一面があり、自分より年下の選手には良く助言をする。2018年シーズンの終盤には当時プロ1年目の清宮幸太郎に対し、「若い頃はちょっとしたことで誤解されることもある。特にお前は試合に出るチャンスをもらっているんだから生活態度や行動には気をつけないといけない」と助言している。

## 人物
中学生まで育った周防大島の思い出を振り返り、「当時は島に信号は2つか3つしかなかった。実家から最寄りのコンビニまで5キロありました。お爺ちゃん、お婆ちゃんが多くて、みんな優しい。あの島で育たなかったら、どこかで道を外してプロ野球選手になれてない」と語っている。
2024年のシーズン終了後に結婚したことを発表。妻はプロゴルファーの吉本ひかるの姉である。

## 詳細情報

### 年度別打撃成績
| 年 度      | 球 団      | 試 合 | 打 席 | 打 数 | 得 点 | 安 打 | 二 塁 打 | 三 塁 打 | 本 塁 打 | 塁 打 | 打 点 | 盗 塁 | 盗 塁 死 | 犠 打 | 犠 飛 | 四 球 | 敬 遠 | 死 球 | 三 振 | 併 殺 打 | 打 率 | 出 塁 率 | 長 打 率 | O P S |
| ---------- | ---------- | ----- | ----- | ----- | ----- | ----- | -------- | -------- | -------- | ----- | ----- | ----- | -------- | ----- | ----- | ----- | ----- | ----- | ----- | -------- | ----- | -------- | -------- | ----- |
| 2015       | 日本ハム   | 1     | 2     | 2     | 0     | 0     | 0        | 0        | 0        | 0     | 0     | 0     | 0        | 0     | 0     | 0     | 0     | 0     | 1     | 0        | .000  | .000     | .000     | .000  |
| 2016       | 日本ハム   | 5     | 8     | 8     | 0     | 2     | 0        | 0        | 0        | 2     | 0     | 0     | 0        | 0     | 0     | 0     | 0     | 0     | 2     | 0        | .250  | .250     | .250     | .500  |
| 2017       | 日本ハム   | 61    | 120   | 111   | 7     | 22    | 4        | 0        | 1        | 29    | 10    | 0     | 0        | 3     | 1     | 5     | 0     | 0     | 35    | 4        | .198  | .231     | .261     | .492  |
| 2018       | 日本ハム   | 86    | 242   | 200   | 25    | 43    | 7        | 0        | 7        | 71    | 21    | 0     | 1        | 20    | 1     | 18    | 0     | 3     | 51    | 4        | .215  | .288     | .355     | .643  |
| 2019       | 日本ハム   | 98    | 246   | 216   | 17    | 56    | 8        | 0        | 5        | 79    | 24    | 0     | 1        | 9     | 1     | 19    | 0     | 1     | 51    | 6        | .259  | .321     | .366     | .686  |
| 2020       | 日本ハム   | 69    | 157   | 135   | 13    | 26    | 7        | 0        | 3        | 42    | 16    | 0     | 0        | 12    | 2     | 7     | 0     | 1     | 37    | 5        | .193  | .234     | .311     | .546  |
| 2021       | 日本ハム   | 100   | 256   | 214   | 19    | 44    | 6        | 0        | 4        | 62    | 18    | 0     | 0        | 11    | 3     | 28    | 0     | 0     | 60    | 3        | .206  | .294     | .290     | .584  |
| 2022       | 日本ハム   | 30    | 67    | 62    | 2     | 12    | 1        | 0        | 0        | 13    | 3     | 0     | 1        | 3     | 0     | 1     | 0     | 1     | 15    | 1        | .194  | .219     | .210     | .428  |
| 2023       | 日本ハム   | 32    | 60    | 50    | 3     | 13    | 1        | 0        | 0        | 14    | 5     | 1     | 0        | 6     | 0     | 4     | 0     | 0     | 13    | 1        | .260  | .315     | .280     | .595  |
| 2024       | 日本ハム   | 12    | 15    | 14    | 1     | 2     | 1        | 0        | 0        | 3     | 1     | 0     | 0        | 1     | 0     | 0     | 0     | 0     | 5     | 0        | .143  | .143     | .214     | .357  |
| 通算：10年 | 通算：10年 | 494   | 1173  | 1012  | 87    | 220   | 35       | 0        | 20       | 315   | 98    | 1     | 3        | 65    | 8     | 82    | 0     | 6     | 270   | 24       | .217  | .278     | .311     | .589  |

- 2024年度シーズン終了時

### 年度別守備成績
| 年 度 | 球 団    | 捕手  | 捕手  | 捕手  | 捕手  | 捕手  | 捕手     | 捕手  | 捕手     | 捕手     | 捕手     | 捕手     |
| 年 度 | 球 団    | 試 合 | 刺 殺 | 補 殺 | 失 策 | 併 殺 | 守 備 率 | 捕 逸 | 企 図 数 | 許 盗 塁 | 盗 塁 刺 | 阻 止 率 |
| ----- | -------- | ----- | ----- | ----- | ----- | ----- | -------- | ----- | -------- | -------- | -------- | -------- |
| 2015  | 日本ハム | 1     | 10    | 0     | 0     | 0     | 1.000    | 0     | 0        | 0        | 0        | ----     |
| 2016  | 日本ハム | 5     | 9     | 3     | 0     | 1     | 1.000    | 0     | 0        | 0        | 0        | ----     |
| 2017  | 日本ハム | 61    | 254   | 26    | 5     | 0     | .982     | 0     | 35       | 32       | 3        | .086     |
| 2018  | 日本ハム | 83    | 460   | 56    | 3     | 5     | .994     | 0     | 58       | 44       | 14       | .241     |
| 2019  | 日本ハム | 95    | 491   | 56    | 7     | 2     | .987     | 3     | 55       | 36       | 19       | .345     |
| 2020  | 日本ハム | 69    | 386   | 41    | 8     | 3     | .994     | 7     | 70       | 56       | 14       | .200     |
| 2021  | 日本ハム | 98    | 566   | 69    | 2     | 6     | .997     | 4     | 79       | 63       | 16       | .203     |
| 2022  | 日本ハム | 26    | 147   | 12    | 2     | 2     | .988     | 0     | 16       | 12       | 4        | .250     |
| 2023  | 日本ハム | 31    | 131   | 8     | 3     | 1     | .979     | 2     | 18       | 16       | 2        | .111     |
| 2024  | 日本ハム | 6     | 16    | 6     | 0     | 1     | 1.000    | 0     | 4        | 2        | 2        | .500     |
| 通算  | 通算     | 475   | 2470  | 277   | 30    | 21    | .989     | 16    | 335      | 261      | 74       | .221     |

- 2024年度シーズン終了時[注 1]
- 各年度の太字はリーグ最多

### 記録
初記録
- 初出場・初先発出場：2015年10月1日、対千葉ロッテマリーンズ23回戦（札幌ドーム）、8番・捕手で先発出場
- 初打席：同上、3回裏に涌井秀章から三塁ゴロ
- 初安打：2016年9月30日、対千葉ロッテマリーンズ25回戦（札幌ドーム）、4回裏にチェン・グァンユウから左前安打
- 初打点：2017年4月13日、対福岡ソフトバンクホークス3回戦（札幌ドーム）、2回裏にリック・バンデンハークから左前適時打
- 初本塁打：2017年10月3日、対オリックス・バファローズ24回戦（札幌ドーム）、5回裏に松葉貴大から左越ソロ
- 初盗塁：2023年10月2日、対オリックス・バファローズ25回戦（京セラドーム大阪）、2回表に二盗（投手：山本由伸、捕手：若月健矢）

### 背番号
- 10（2015年 - ）